# Batalha de Pensacola
A Batalha de Pensacola foi uma batalha da Guerra de 1812, que ocorreu entre 7 e 9 de novembro de 1814, na qual forças estado-unidenses, comandadas por Andrew Jackson, invadiram, o oeste da Flórida, então território do Império Espanhol, e lutaram contra britânicos, espanhóis e nativos da nação Creek.

## Contexto e Início dos combates
A Espanha não impedia a atuação dos ingleses em Pensacola e na Baía Apalachicola que forneciam armas aos índios para lutar contra os Estados Unidos. Em agosto de 1814, uma frota britânica entrou na Baia de Pensacola, com o consentimento do governo espanhol, e levantou a bandeira britânica sobre os fortes. Os índios da região vizinha estavam sendo abertamente contratados para fazer a guerra contra os estado-unidenses e abastecidos com armas e munições.
Jackson arregimentou uma força de três mil homens oriundos principalmente do Tennessee e Kentucky e marchou para Pensacola. Em 06 de novembro 1814, a tropa acampou a menos de dois quilômetros das fortificações espanholas e enviou um oficial com uma bandeira branca para tentar obter uma solução pacífica, que não foi possível pois foram disparados tiros contra o enviado.

## Rendição
O governador espanhol rendeu-se. Jackson marchou sobre a cidade, na ocasião foram trocados tiros com fuzileiros britânicos, que embarcavam nos navios junto com os índios aliados, enquanto que outros indígenas fugiram para a foz do Rio Apalachicola, e se reagruparam em torno daquele que viria a ser conhecido como Forte Negro.
Jackson manteve-se em Pensacola por dois dias para destruir instalações militares, depois deixou o local nas mãos dos espanhóis.